# 嵩市镇
嵩市镇，是中华人民共和国江西省抚州市资溪县下辖的一个乡镇级行政单位。

## 行政区划
嵩市镇下辖以下地区：
嵩市镇社区、高陂村、桥湾村、云际村、胡卢关村、杜兰村、抚地村、法水村、三沅村和彭山村。